# Richard Hentsch

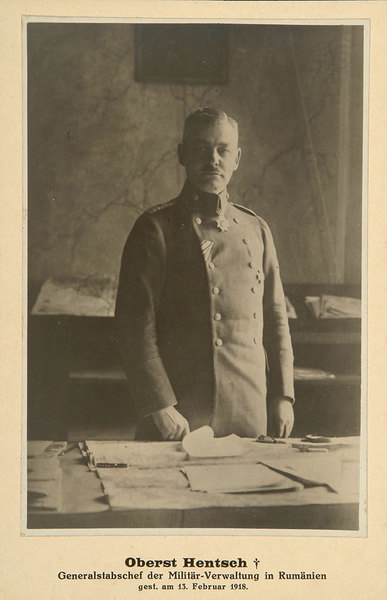

Friedrich Heinrich Richard Hentsch (* 18. Dezember 1869 in Köln; † 13. Februar 1918 in Bukarest) war ein sächsischer Oberst im Ersten Weltkrieg.

## Leben
Nach Abschluss seiner Privaterziehung in Berlin trat Hentsch 1888 als Avantageur in das Infanterie-Regiment „Großherzog Friedrich II. von Baden“ (4. Königlich Sächsisches) Nr. 103 in Bautzen ein und wurde dort am 22. Januar 1890 zum Sekondeleutnant befördert. Später studierte er an der Preußischen Kriegsakademie. 1899 wurde er für zwei Jahre in den Großen Generalstab kommandiert und 1902 endgültig dorthin versetzt. Von 1912 bis 1914 diente Hentsch als Major im Generalstab des XIX. (II. Königlich Sächsisches) Armee-Korps in Leipzig. Am 1. April 1914 wurde er dann wieder in den Großen Generalstab versetzt sowie am 20. April 1914 zum Oberstleutnant befördert.

### Erster Weltkrieg

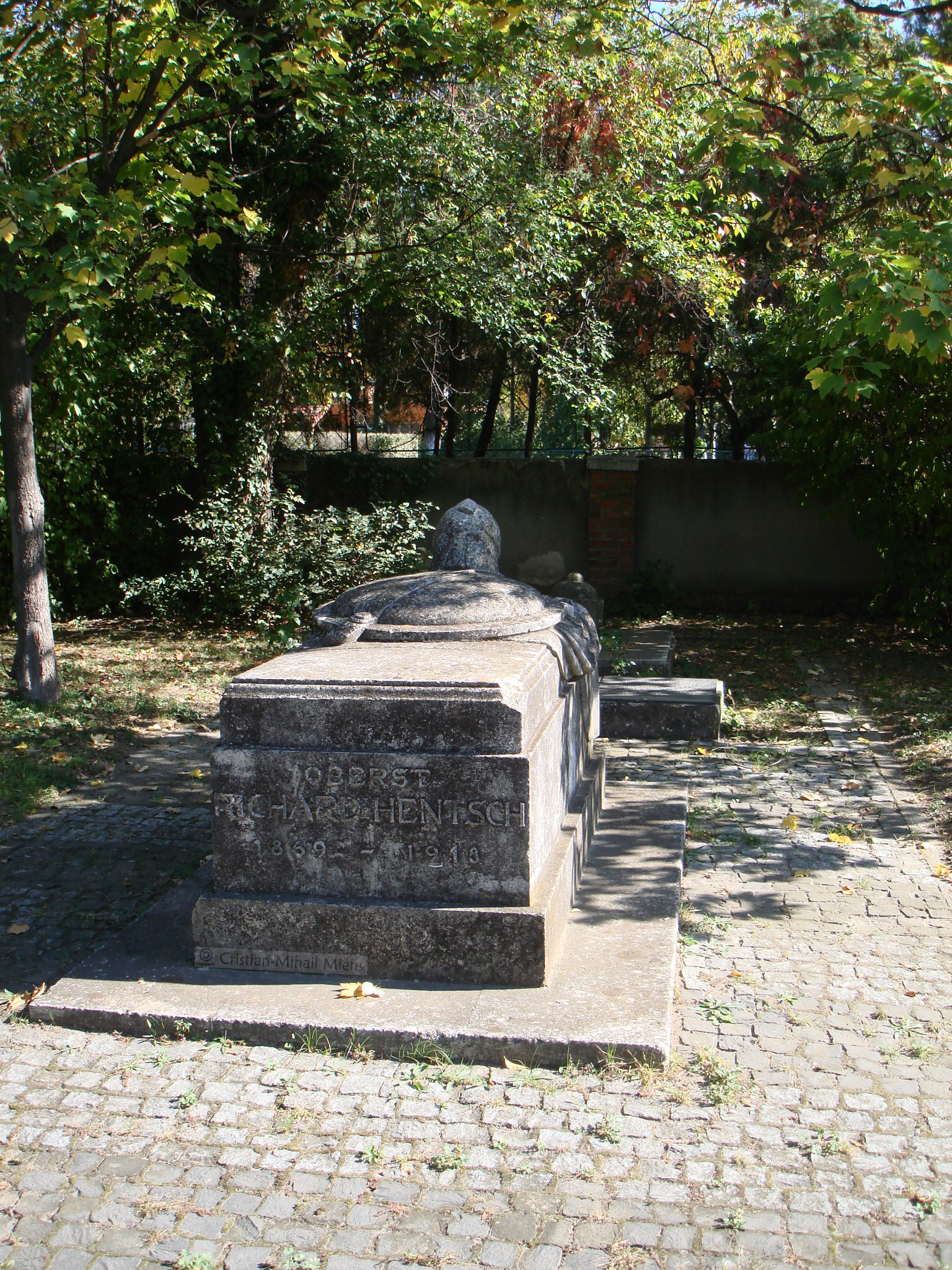
Grabmal von Oberst Richard Hentsch auf dem Ehrenfriedhof Bukarest

Als solcher übernahm er bei Ausbruch des Ersten Weltkriegs den Posten des Chefs der Nachrichtenabteilung beim Chef des Generalstabs des Feldheeres und zählte zu den engsten Beratern von Generalstabschef von Moltke. Seine pessimistischen Lageberichte von der Marneschlacht trugen zum Abbruch der geplanten Operation bei. Von Juli bis September 1915 wurde er zum Generalstab der österreich-ungarischen Armee abkommandiert. Am 12. September 1915 wurde er zum Oberquartiermeister bei der Heeresgruppe Mackensen ernannt und am 17. Januar 1916 zum Oberst befördert.
Eine 1917 durchgeführte Untersuchung über die Rolle Hentschs während der Marneschlacht entlastete ihn zwar, dennoch wurde er zum Sündenbock für den Abbruch der Schlacht stilisiert, um die Oberste Heeresleitung von der Kritik an den Operationsplänen zu entlasten.
Am 1. März 1917 wurde Hentsch Chef des Generalstabs der Militärverwaltung des besetzten Rumäniens. Für seine Verdienste erhielt er am 23. September 1917 den Pour le Mérite.
Hentsch verstarb am 13. Februar 1918 in Bukarest an den Folgen einer Gallenoperation.